# خاتمة العمل الأدبي
خاتمة أو الخاتمة (بالإنجليزية:Epilogue) (باليونانية: epílogos ἐπίλογος «الاستنتاج» من ἐπί برنامج التحصين الموسع، «بالإضافة» والشعارات λόγος، «كلمة») وهي عبارة عن قطعة من الكتابة في نهاية العمل من الأدب، وعادة ما تستخدم لوضع حد للعمل الأدبي. يتم تقديمه من منظور داخل القصة. عندما يتدخل المؤلف ويتحدث مباشرة إلى القارئ، فإن ذلك يعتبر أكثر ملاءمة ككلمة ختامية. والعكس هو مقدمة وهي قطعة من الكتابة في بداية عمل أدبي أو درامي، وعادة ما تستخدم لفتح القصة وجذب الاهتمام. بعض الأنواع، على سبيل المثال البرامج التلفزيونية وألعاب الفيديو، تسمي الخاتمة «خاتمة» منقوشة على استخدام «مقدمة» لـ «مقدمة».
عادة ما يتم تعيين الخاتمة بعد اكتمال القصة الرئيسية. في بعض الأنواع، يمكن استخدامها للتلميح إلى الدفعة التالية في سلسلة من الأعمال. كما أنها تستخدم لإرضاء فضول القراء ولتغطية أي نهايات فضفاضة من القصة.

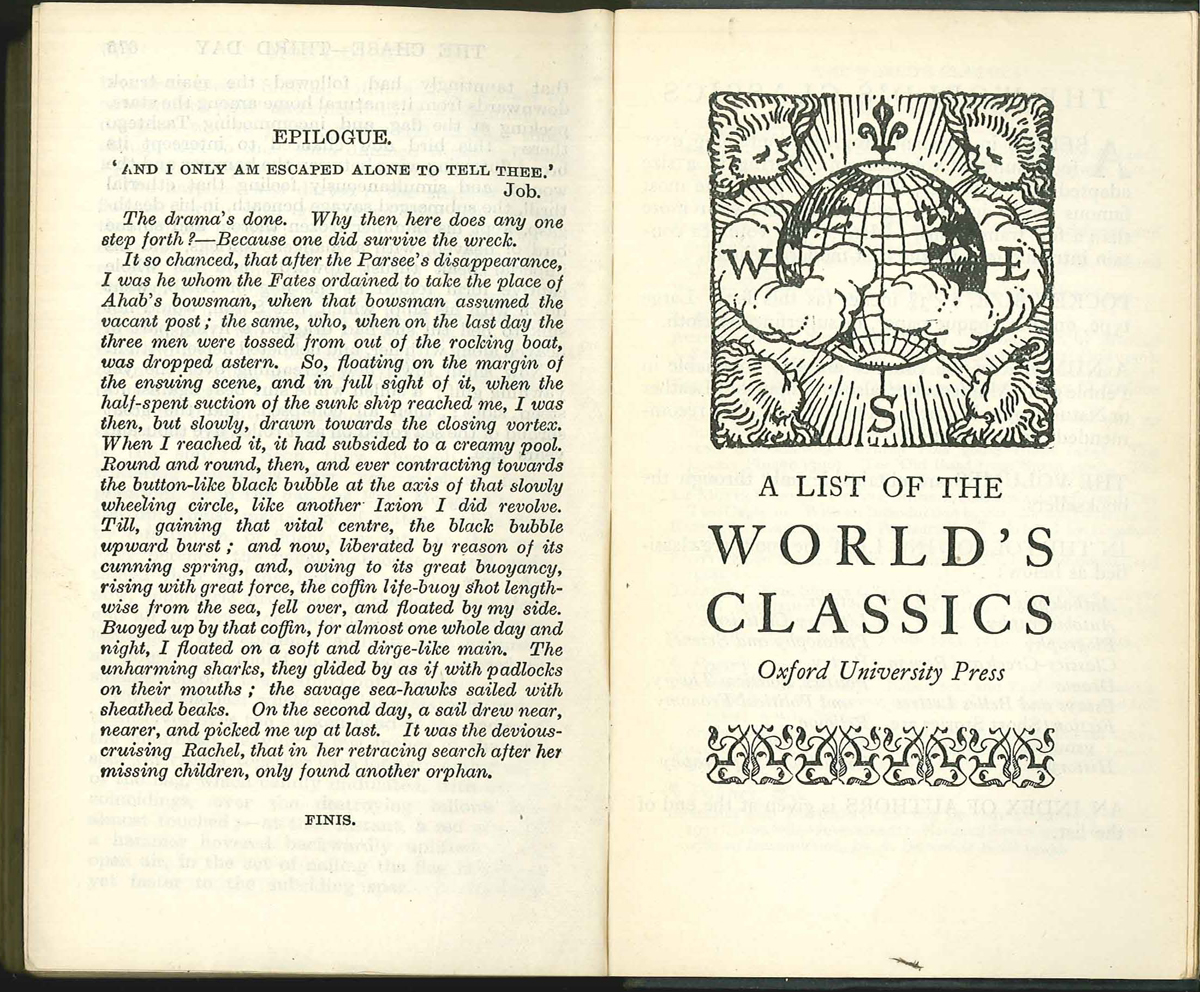
صورة الخاتمة من موبي ديك أو الحوت لهيرمان ملفيل

## تاريخها
جاء أول استخدام معروف لكلمة الخاتمة في القرن الخامس عشر واستخدمت كقسم ختامي للعمل الأدبي.
في اللغة الإنجليزية الوسطى والفرنسية الوسطى، تم استخدام مصطلح «الخاتمة». في اللاتينية، استخدموا epilogus، من epilogos اليونانية، ثم epilegein .
كان أول اقتباس من كلمة «خاتمة» في قاموس أوكسفورد الإنجليزي في عام 1564: «الآن بإسهاب، أتيت إلى الخاتمة (كما كانت) أو إلى الانتهاء الكامل لعملك.»  قبل ذلك، أشار قاموس أكسفورد الإنجليزي فقط إلى مصطلح كاكستون "Epylogacion" في عام 1474، لاستطالة وتلخيص هذا الكتاب (بالإنجليزية: The Epylogacion and recapitulation of this book). ومع ذلك، لم يتم اتباع هذا المصطلح على نطاق واسع وبدلاً من ذلك، كان «الاستنتاج» هو المصطلح المستخدم لتقديم الكلمات النهائية للنص. أول مثال على الخاتمة الدرامية المطبوعة هو مسرحية المريض وميك جريسيل لجون فيليب (1569). على الرغم من وجودها في المنشورات غير الدرامية، إلا أن الكلمة تظهر قبل ذلك كما هو الحال في مرثيات توربيرفيل (1566).
يمكن استخدام كلمة «خاتمة» لوصف نهاية الخطب في مسرحيات العصور الوسطى، ولكن في ذلك الوقت كانت تستخدم بشكل أساسي للتلميح إلى الارتباط بالأعمال اللاحقة. تنتهي معظم المسرحيات اليونانية بأسطر من الجوقة، والتي كانت مختلفة عن خاتمات الكتاب المسرحيين الحديثين الأوائل بالإضافة إلى المسرحيات الرومانية القديمة.
قال الكاتب الأمريكي هنري جيمس إن «الخاتمة» هي مكان يوزع فيه «الجوائز والمعاشات والأزواج والزوجات والرضع والملايين والفقرات الملحقة والملاحظات المبهجة». وقد وصف بات روجرز كلمة خاتمة أيضًا بأنها «سهم بارثي». قال إنه من المحتمل أن يكون مفرطًا بالنسبة لبعض القراء لأنه يحتوي على «تحول في التوتر، وقفزة في الإيقاع - تسارع» والذي يتغير بسرعة إلى «فك المسمار الزمني، مما يمكننا من المضي قدمًا بسرعة على مدى فترة سنوات». تألفت الخاتمة أيضًا من "topoi" التقليدية التي كانت استعارة قدمها أرسطو، لترمز إلى الكتّاب الذين يخلقون الحجج في قصتهم.

## في الأدب

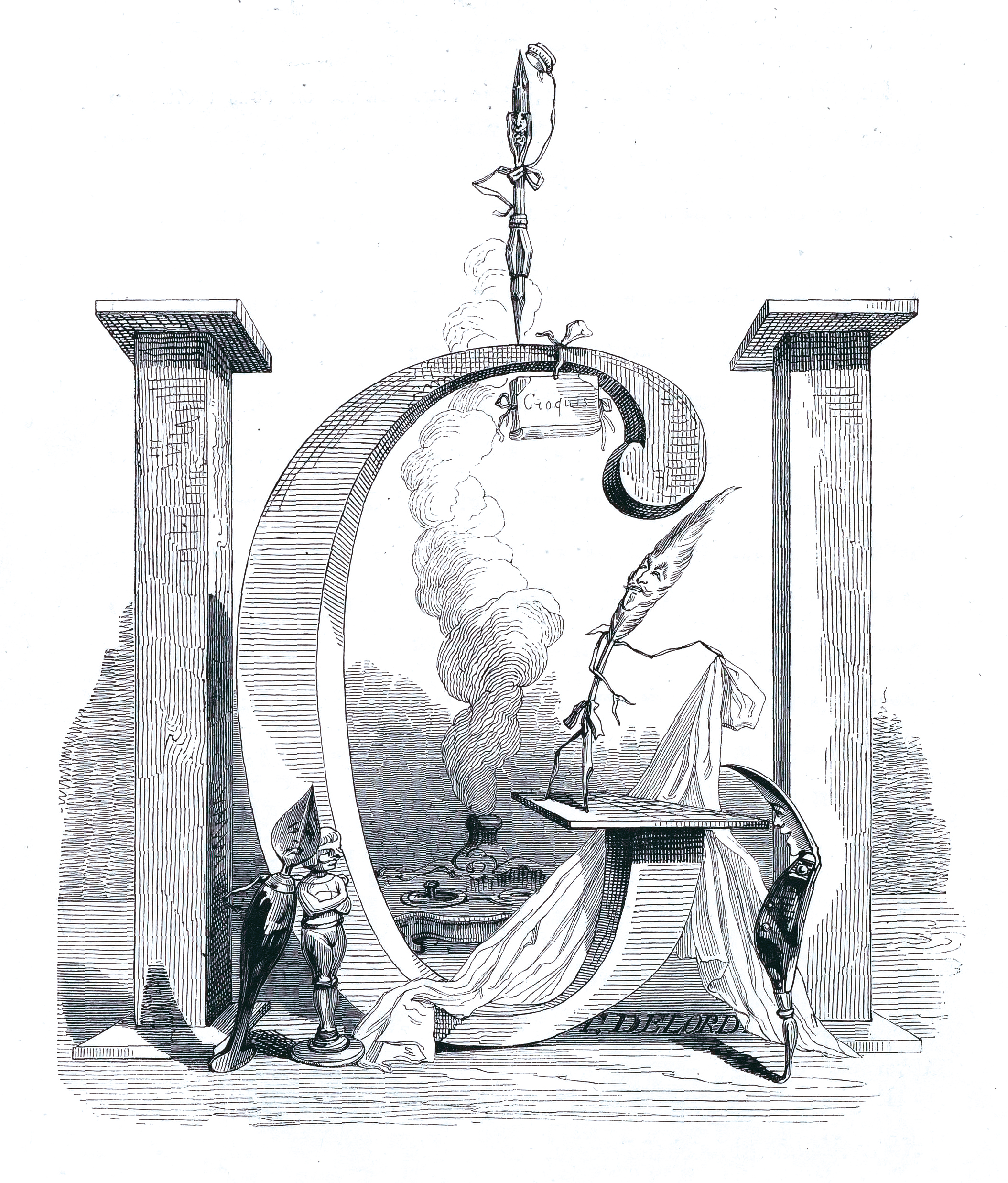
رسم توضيحي من خاتمة Un Autre Monde، بواسطة Grandville.

الخاتمة هي الفصل الأخير في نهاية القصة التي غالبًا ما تعمل على الكشف عن مصير الشخصيات. قد تحتوي بعض الخاتمات على مشاهد مرتبطة بشكل طفيف بموضوع القصة. يمكن استخدامها للتلميح إلى تكملة أو إنهاء جميع الأطراف السائبة. يمكن أن تحدث في فترة زمنية طويلة بعد انتهاء المؤامرة الرئيسية. في بعض الحالات، يتم استخدام الخاتمة للسماح للشخصية الرئيسية بفرصة «التحدث بحرية».
يمكن أن تستمر الخاتمة بنفس أسلوب ومنظور القصة السابقة، على الرغم من أن شكل الخاتمة يمكن أن يختلف اختلافًا جذريًا في بعض الأحيان عن القصة ككل. يمكن استخدامه أيضًا كتتمة.

### كتب
على سبيل المثال، في قصة الخادمة لمارغريت أتوود، فإن الخاتمة هي نسخة من ندوة في جامعة في آرتيك، عقدت في عام 2195. غالبية الخاتمة هي خطاب ألقاه أستاذ يدعى بيكسوتو وهو خبير في منطقة جلعاد حيث تجري حكاية الخادمة. في الخاتمة، اختفت أرض جلعاد منذ فترة طويلة ونشرت الشخصية الرئيسية أوفريد قصتها. القصة هي وجهة نظرها للأحداث الماضية داخل الرواية، وعناوين أوفريد نشرها المسمى حكاية الخادمات (بالإنجليزية: The Handmaids Tale).
في مزرعة الحيوانات لجورج أورويل، تُستخدم الخاتمة لإرضاء فضول القراء من خلال الكشف عن نهاية مثالية للشخصيات في مزرعة مانور بعد سنوات عديدة من الثورة. «مرت سنوات. جاءت الفصول وذهبت، وهربت حياة الحيوانات القصيرة. وجاء وقت لم يكن هناك أحد الذين نتذكر قبل أيام القديمة تمرد، باستثناء البرسيم، بنيامين، موسى الغراب، وعدد من الخنازير».

### روايات الرعب والتشويق
يمكن استخدام الخاتمة للكشف عن اقتراب تهديد الشخصية. قد يعتقد القراء أن الشرير قد تم التعامل معه، لكن الخاتمة ستشير إلى أن هذا ليس صحيحًا تمامًا، مما يزيد من رعب وغموض القصة.

### خيال الأطفال
في خيال الأطفال له غرض معين. يمكن أن يكون بمثابة نهاية مطمئنة لتهدئة المخاوف بشأن نتيجة سيئة محتملة. يظهر هذا في سلسلة هاري بوتر حيث تنتهي الشخصيات السعيدة لأنهم أكبر سناً ومع عائلات. يوفر هذا الراحة للقراء الذين ربما توقعوا نتيجة سيئة لهم. تعمل الخاتمة أيضًا كمرحلة انتقالية للرواية لتغيير الأنواع إلى أساطير وأساطير.

### مسرحيات
في المسرحيات اليونانية والإليزابيثية، يقف الممثل في مقدمة المسرح ويتحدث مباشرة إلى الجمهور. عادة ما يظهرون الرضا الذي تشعر به الشخصيات بعد تجربة المآسي داخل المسرحية. إذا كان للبطل نهاية مأساوية، فإن المتحدث في الخاتمة سيقدم الدرس الأخلاقي الذي يمكن للجمهور أن يتعلم منه بعد اتخاذ الخيارات الأخلاقية السيئة للبطل.

#### المسرحيات الإليزابيثية
على سبيل المثال، في خاتمة شكسبير في مسرحية روميو وجولييت، يقدم المتحدث الدرس الأخلاقي والعواقب التي يجب أن يأخذها الجمهور.
"سلام كئيب هذا الصباح يجلب معه؛
لن تظهر شمس الحزن رأسه.
اذهب من هنا لتتحدث أكثر عن هذه الأشياء المحزنة،
يعفو عن بعضهم ويعاقب البعض،
لم تكن أبدا قصة ويل أكثر
من هذا من جولييت وروميو لها. " 
في رواية كما تشاء (بالإنجليزية: As You Like It)، قالت روزاليند الخاتمة التي تظهر محتواها.
«... وأنا أحاسبكم، أيها الرجال، على الحب الذي تحبونه للمرأة - كما أرى من خلال تجسيدكم، لا يكرههم أحد منكم - أنه بينكم وبين النساء قد ترضي المسرحية. لو كنت امرأة، لكنت أقبل أكبر عدد منكم من ذوي اللحى التي تسعدني، والبشرة التي تعجبني، والأنفاس التي لم أتحدى ها. وأنا متأكد من أن العديد من الأشخاص الذين لديهم لحى جيدة، أو وجوه جيدة، أو أنفاس حلوة، سوف يودعوني عرضي اللطيف، عندما أقوم بالتعدي.» 
تم تسليم الخاتمات في كثير من الأحيان من قبل الممثلين. نظرًا لأن الخاتمة ستؤطر نهاية المسرحية، فإنها ستسمح للمتحدث بالأداء والتفكير في الشخصية في نفس الوقت. في الجمع بين شخصية المتحدث وشخصيته، أطلقت فيليسيتي نوسباوم على هذا «الوعي المزدوج». وهذا يدعو الجمهور إلى التفكير في كل لحظة ومعناها من ورائها. ضمن المآسي، كانت الخاتمات الأنثوية هي الأكثر شعبية، وغالبًا ما كانت تتحدى نزاهة المسرحية. على سبيل المثال، أخذت رواية الحب الطاغي (بالإنجليزية: Tyrannick Love) الشخصية الأنثوية الرئيسية، والتي غالبًا ما تعرضت لمأساة، وأعادت تصورها لتكون ممثلة كوميدية في الخاتمة. تم تزيين الشخصية الأنثوية بنفس الأزياء التي ارتدتها في الفصل الخامس، وسوف تجمع المتحدثة بين كيانين لها، الدور المأساوي في المسرحية الرئيسية وشخصيتها العامة الممزقة، عند التحدث في الخاتمة.
سيساهم العديد من الكتاب بخاتماتهم في مسرحيات الكتّاب الآخرين. هذا غالبًا ما يكون خارج الصداقة. تم تحديد الخاتمات الأخرى على أنها «كتبها شخص ذو جودة» أو «مرسلة من جهة غير معروفة». من الفترة ما بين 1660 و 1714 قدم الغرباء في إنجلترا كلا من المقدمات والخاتمات 229 مرة.
غالبًا ما تركز الخاتمات على ضمان عودة الجمهور من خلال الإشارة إلى قيمة المسرحية في السطور الختامية. كانت هناك أيضًا روابط بين الخاتمات والصلوات وكيف أنها غالبًا ما تكون مترادفة مع بعضها البعض عند اختتام قطع الأدب.

#### المسرحيات اليونانية
تنتهي معظم المسرحيات اليونانية بأسطر قالها الجوقة. تتكون عادة من سطرين يلخصان الملاحظة الأخلاقية للمسرحية. تسع من مسرحيات يوربيديس لها آلة منقطعة النظير وثلاث مسرحيات أخرى «تنتهي بشخص يتولى القوى الخارقة للإله».

#### المسرحيات الرومانية
المسرحيات الرومانية لها خاتمات أقصر بشكل خاص وتتكون بشكل أساسي من توسلات من أجل الثناء. يظهر هذا في مسرحيات تيرينس الموجودة وأفلام بلوتوس الكوميدية. في بلاوتوس الصورة يلعب ترينوموس، بوينولوس، بيرسا، مايلز جلوريوس وكوركيوليو كل نهاية مع مناشدات لالتصفيق. هذا لإشراك الجمهور من خلال مطالبتهم بالمشاركة في التصفيق. ومع ذلك، في إيبيدكوس، تنص الخاتمة أيضًا على «اعطنا تصفيق ... وامد أطرافك ونهض ‏» وفي ستيتشوس «اعطنا تصفيق، ثم اقضي حفلة خاصة بك في المنزل.»  كانت هذه إستراتيجية لفك ارتباط الجمهور، من خلال نقلهم بسلاسة إلى العالم الخارجي لاستعادة إحساسهم بالواقع.

### دور النوع
ستمنح كل من المقدمات والخاتمات النساء وكالة من خلال السماح لهن بأداء الأعمال الكوميدية وتلقي تصفيق الجمهور. المرأة كتاب المسرح والممثلين والعمل النسوي هي التركيز بشكل خاص في استعادة ثقافة وخصوصا مسرح ترميم. يتم فحص أعمال الكتاب المسرحيين الإنجليز أفرا بيهن وديلاريفير مانلي وماري بيكس وكاثرين تروتر لفهم علاقة مسرح الترميم بين النساء.
أثار فيلم الاتجار بالنساء (بالإنجليزية: The Traffic in Women) لجايل روبن و «المتعة المرئية والسينما السردية» للورا مولفي اهتمامًا كبيرًا بالنسوية عبر الثقافات وزاد من حضور الإناث في المسرح. دافع ديفيد روبرت الرائد للسيدات: رعاية الإناث للدراما الترميمية (1989) أن المسارح كانت معادية للمشاهدات وأن المقدمات والخاتمات ساهمت في تلك البيئة.
يجادل مايكل غافن بالعكس، وذكر أن عناوين اللاعب المباشرة للنساء تشير إلى قيمة الجماهير النسائية، والتي تحدث بشكل متكرر أكثر عندما كانت اللاعبات من الإناث. كانت أيضًا واحدة من المرات الأولى التي تفاعلت فيها النساء مع بعضهن البعض في منتدى عام.
وجد جان مارسدن أن القليل من المسرحيات يركز أيضًا على النشاط الجنسي الأنثوي. توفر الخاتمة التي تتحدث بها النساء إلى النساء مادة تحفيزية. غالبًا ما يشجعون الخيال الأنثوي ونقد الأداء الجنسي للذكور. يسمح هذا النص المظلي من امرأة إلى امرأة للمتحدثات والجماهير بإدامة النشاط الجنسي الذي لا يمكن التحدث عنه في كثير من الأحيان داخل الهيكل الرئيسي للمسرحية.
بين عامي 1660 و 1714، سيضم ما مجموعه 115 مقدمة وخاتمة ممثلين إما يخاطبون الجماهير النسائية أو يعرضون حقائق حول الجنس. تدعي إحدى الخاتمات التي كتبها آر بويل للسيد أنتوني أن الشعراء يحاولون ولكن يفشلون في صياغة شخصيات ذكورية تجدها النساء جذابة. غالبًا ما تثير الخاتمات موضوع الفضيلة ولكن عند مخاطبة الجماهير النسائية، فإنها عادة ما تمدح افتقار المسرحيات إلى الفضيلة لجعلها نقطة بيع. على سبيل المثال، تحاول خاتمة فيلم المواطن الذي تحول إلى رجل نبيل لعام 1672 (بالإنجليزية: The Citizen Turn'd Gentleman)  جذب النساء من خلال تخفيض قيمة الفضيلة، كما يقول المتحدث، لكسب حظ النساء في رافينسكروفت، سيصبح «الفاسق الأكبر». خاتمة الكوميديا توماس رايت عام 1693، الأنثى Vertuoso، سوزانا ماونتفورت تسخر من أن السيدات الأكبر سنًا «يتباهون بأن الفضيلة لا تصلح للنائب».
تدعي بعض خاتمات الاستعادة المتأخرة أن النساء الإنجليزيات مقارنة بالنساء من البلدان الأخرى، يتمتعن بمزيد من الحريات، ويتصرفن بشكل أفضل، ويتمتعن بحياة أكثر سعادة. تشمل الأمثلة خاتمة فرانسيس مانينغ لعمله كل ذلك للأفضل إصدار عام 1702 (بالإنجليزية: all for the Better) التي تنص على أن النساء الإنجليزيات يتفوقن على النساء من مدريد. تزعم خاتمة آن برايسغيردل لرواية شادويل غرامي بيغوت لعام 1960 (بالإنجليزية: The Amorous Bigotte) أنه على الرغم من أن المرأة الإسبانية قد تكون أكثر حكمة، إلا أن النساء الإنجليزيات أكثر سعادة لأنهن لا يخشين أن يعرف أزواجهن عن عشاقهن.

## في الأوبرا
نظرًا لأن التعليق على الأحداث السابقة غير درامي بطبيعته، فإن عددًا قليلاً من الأوبرا لديها خاتمات، حتى تلك التي تحتوي على مقدمات. ومن بين تلك التي يطلق عليها صراحة الخاتمة، المشاهد الختامية لـ إيغور سترافينسكي في عمله تقدم الخليع (بالإنجليزية: The Rake's Progress) وكذلك لجاك أوفنباخ في حكايات هوفمان (بالانجليزية: The Tales of Hoffmann). يمكن وصف المسلسلات الأخرى التي مشاهد النهائي كما الخواتم هي موزارت الصورة دون جيوفاني، موسورجسكاي الصورة بوريس غودونوف، ودليوس الصورة فينيمور وجيردا.

## في الأفلام
في الأفلام، قد تحتوي المشاهد النهائية على مونتاج للصور أو المقاطع مع شرح قصير لما يحدث للشخصيات. بعض الأمثلة على هذه الأفلام هي 9 إلى 5 أفلام، و زخرفة أمريكية (فيلم)، و استبدال (فيلم 2008)، و أربع زيجات وجنازة (فيلم)، و هاري بوتر ومقدسات الموت – الجزء 2 (فيلم)، بيت حيوانات الهجاء الوطني، و تذكر الجبابرة.
تظهر خاتمة فيلم لا لا لاند نهاية سعيدة، بديل للنهاية الفعلية.
في العديد من الأفلام الوثائقية والسيرة الذاتية، تكون الخاتمة نصية تشرح ما حدث للمواضيع بعد الأحداث التي يغطيها الفيلم.

## في ألعاب الفيديو
في ألعاب الفيديو، يمكن أن تحدث الخاتمة في نهاية القصة، عادةً بعد انتهاء الاعتمادات. تعمل الخاتمة في اللعبة بشكل مشابه للخاتمة في الفيلم والأدب، مما يوفر خاتمة لنهاية القصة. ومع ذلك، فإن الطريقة التي يتم بها التفاعل مع خاتمة لعبة فيديو يمكن أن تحدد بعد ذلك كيف تنتهي القصة في أعمال روائية تحتوي على نهايات متعددة. على سبيل المثال، هناك أربع نهايات محتملة للعبة فيديو 2012 إسبك أوبس: ذا لاين، ويتم اختيار ثلاث نهايات من خلال ما يفعله اللاعب في الخاتمة.
في ألعاب الفيديو التي تسمح بالموت الدائم للشخصيات القابلة للعب، يمكن أن تسجل الخاتمة ما حدث للشخصيات القابلة للعب التي نجت وتصور كيف تغير وضعهم بعد انتهاء القصة. على سبيل المثال، تتميز لعبة الفيديو أنتل داون لعام 2015 بشخصيات نجت (إن وجدت) تسرد تجاربها للشرطة بعد إنقاذها. يمكن أيضًا توسيع هذا النظام؛ يمكن بناء العلاقات بين الشخصيات في معظم ألعاب سلسلة فاير إمبلم، مما يسمح بنتائج فريدة للشخصيات اعتمادًا على تصرفات اللاعب خلال الحملة.
يمكن أن تعرض الرواية المرئية أيضًا نوعًا من الخاتمة، والتي ستختتم جميع السيناريوهات التي يواجهها اللاعب، غالبًا بعد اكتمال اللعبة بالكامل من خلال الوصول إلى جميع النهايات المتعددة؛ كما هو الحال مع تسوكيهيمي، حيث تتميز بخاتمة تتوسع في نهايات جميع المسارات القابلة للإكمال، بالإضافة إلى توفير سياق لبقية اللعبة من خلال شرح الأحداث في المقدمة.